# Rocky Hurtado
Jorge Carlos Hurtado Herrera (Lima, 27 de enero de 1960), más conocido como Rocky Hurtado, es un abogado y político peruano. Desde el 1 de enero de 2023, ejerce como gobernador regional de Ica, elegido en las elecciones regionales de 2022.

## Biografía
Hurtado nació el 27 de enero de 1960 en Lima, Perú.
Postuló en las elecciones regionales de Ica de 2022 como candidato a gobernador regional por el Movimiento Regional Uno por Ica. Ganó en primera vuelta obteniendo un total de 161 991 votos válidos (36.8%), superando al candidato de Alianza para el Progreso y dos veces alcalde provincial de Pisco, Juan Mendoza Uribe, quien fue el candidato más votado en las provincias de Chincha, Nasca, Palpa y Pisco con un total de 146 812 votos válidos (33.4%). De esta manera, Hurtado se convirtió en el gobernador electo con la mayor cantidad de votos en la historia de Ica. La ceremonia de juramentación se llevó a cabo el 1 de enero de 2023 en la sede central del gobierno Regional de Ica y contó con la presencia de los congresistas de la República Jorge Marticorena Mendoza y Raúl Huamán Coronado.